# Vit oleander

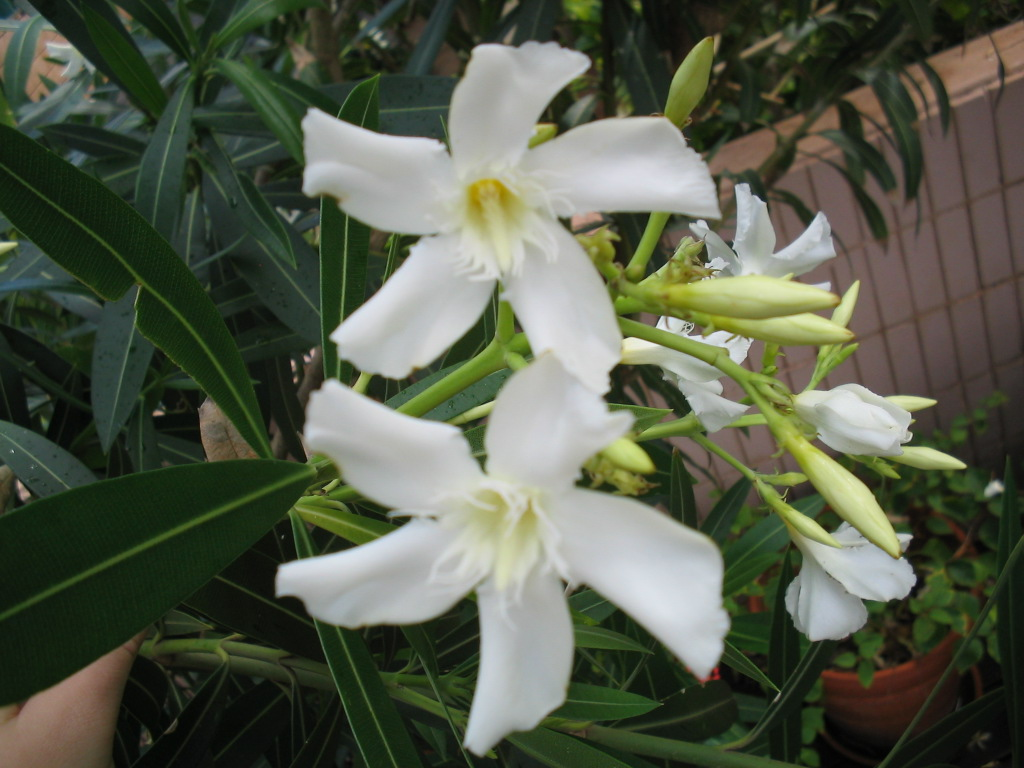
Vit oleander är även namnet på en blomma.

Vit oleander (engelska: White Oleander) är en dramafilm från 2002, regisserad av Peter Kosminsky. Mary Agnes Donoghue skrev manus utifrån Janet Fitchs roman med samma namn. I rollerna ses bland andra Michelle Pfeiffer, Renée Zellweger, Robin Wright Penn och Alison Lohman.

## Handling
Femtonåriga Astrid (Alison Lohman) är dotter till konstnären Ingrid Magnussen (Michelle Pfeiffer). När Ingrid åker fast för mord på sin fästman (som hon förgiftar med just den giftiga växten oleander) hamnar Astrid på olika fosterhem,  bland annat hos Starr (Robin Wright Penn) som tagit emot flera fosterbarn. Starrs make inleder ett förhållande med Astrid, och när detta går upp för Starr blir det ett bråk som slutar med att Starr skjuter Astrid i axeln och sedan flyr hemmet tillsammans med sin man. 
Efter sjukhusvistelsen placeras Astrid på ett ungdomshem med andra ungdomar som inte heller kan bo hemma. Där blir hon påhoppad av en tjej i sin egen ålder för att hon råkat snegla på hennes kille. Den kvällen skär hon av sig allt sitt hår och går in till rummet där tjejen sover och hotar henne. Modern lyckas styra sin dotter ifrån fängelset. När en kille blir intresserad av Astrid stänger hon honom ute. Precis som hennes mamma sagt låter hon ingen komma henne nära. 
Till slut får Astrid plats hos en ny fosterfamilj. Hon kommer till den varmhjärtade Claire Richards (Renée Zellweger) och hennes man. Men där varar inte lyckan speciellt länge. Claires man lämnar henne och hon begår självmord med hjälp av tabletter och alkohol. Astrid får då åka tillbaka till ungdomshemmet, men får snabbt en ny fosterfamilj. Den nya familjen är fattig och tvingar henne att sälja alla kläder som hon fått av Claire. Till att börja med går hon inte med på detta men säljer dem till slut. Ingrid, som sitter i fängelse, ber sin dotter om hjälp att ta sig ut och ber henne ljuga inför rätten.
I slutet av filmen flyttar Astrid till New York tillsammans med Paul Trout, killen från ungdomshemmet, som var intresserad av henne och hennes konst från första början.
Mamman får livstid i fängelset, och försöker inte längre kontrollera sin dotter.

## Utmärkelser och nomineringar
Filmen blev belönad vid både Kansas City Film Critics Circle Awards och San Diego Film Critics Society Awards. Vid båda tillfällena för bästa kvinnliga biroll, Michelle Pfeiffers gestaltning av Ingrid.

## Rollista
- Alison Lohman – Astrid Magnussen
- Michelle Pfeiffer – Ingrid Magnussen
- Cole Hauser – Ray
- Robin Wright Penn – Starr Thomas
- Renée Zellweger – Claire Richards
- Billy Connolly – Barry Kolker
- Patrick Fugit – Paul Trout